# Féricy
Féricy ist eine französische Gemeinde mit 613 Einwohnern (Stand: 1. Januar 2022) im Département Seine-et-Marne in der Region Île-de-France. Sie gehört zum Arrondissement Provins und zum Kanton Nangis. Die Einwohner heißen Fériciens.

## Geographie
Féricy liegt etwa 56 Kilometer südöstlich von Paris. Das Gemeindegebiet wird vom Flüsschen Ru de la Vallée Javot durchquert. Umgeben wird Féricy von den Nachbargemeinden Le Châtelet-en-Brie im Norden, Machault im Osten, Héricy im Süden sowie Fontaine-le-Port im Westen und Nordwesten.

## Bevölkerungsentwicklung
| Jahr                      | 1962 | 1968 | 1975 | 1982 | 1990 | 1999 | 2006 | 2013 |
| Einwohner                 | 371  | 350  | 386  | 404  | 475  | 506  | 612  | 581  |
| Quelle: Cassini und INSEE |      |      |      |      |      |      |      |      |

## Sehenswürdigkeiten
Siehe auch: Liste der Monuments historiques in Féricy
- Kirche Sainte-Osmanne aus dem 12. Jahrhundert, seit 1930 Monument historique
- Domäne La Salle

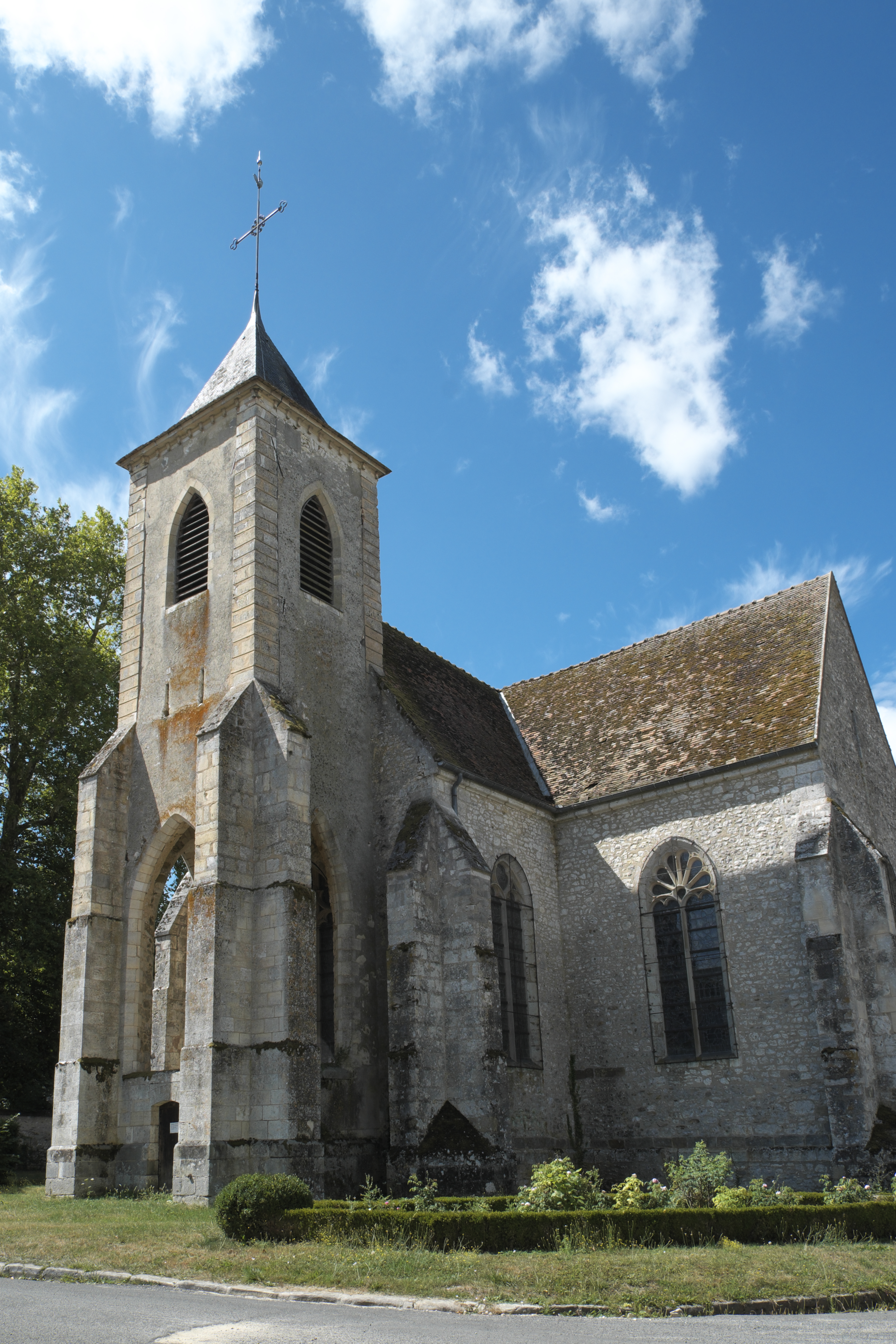
Kirche Sainte-Osmanne
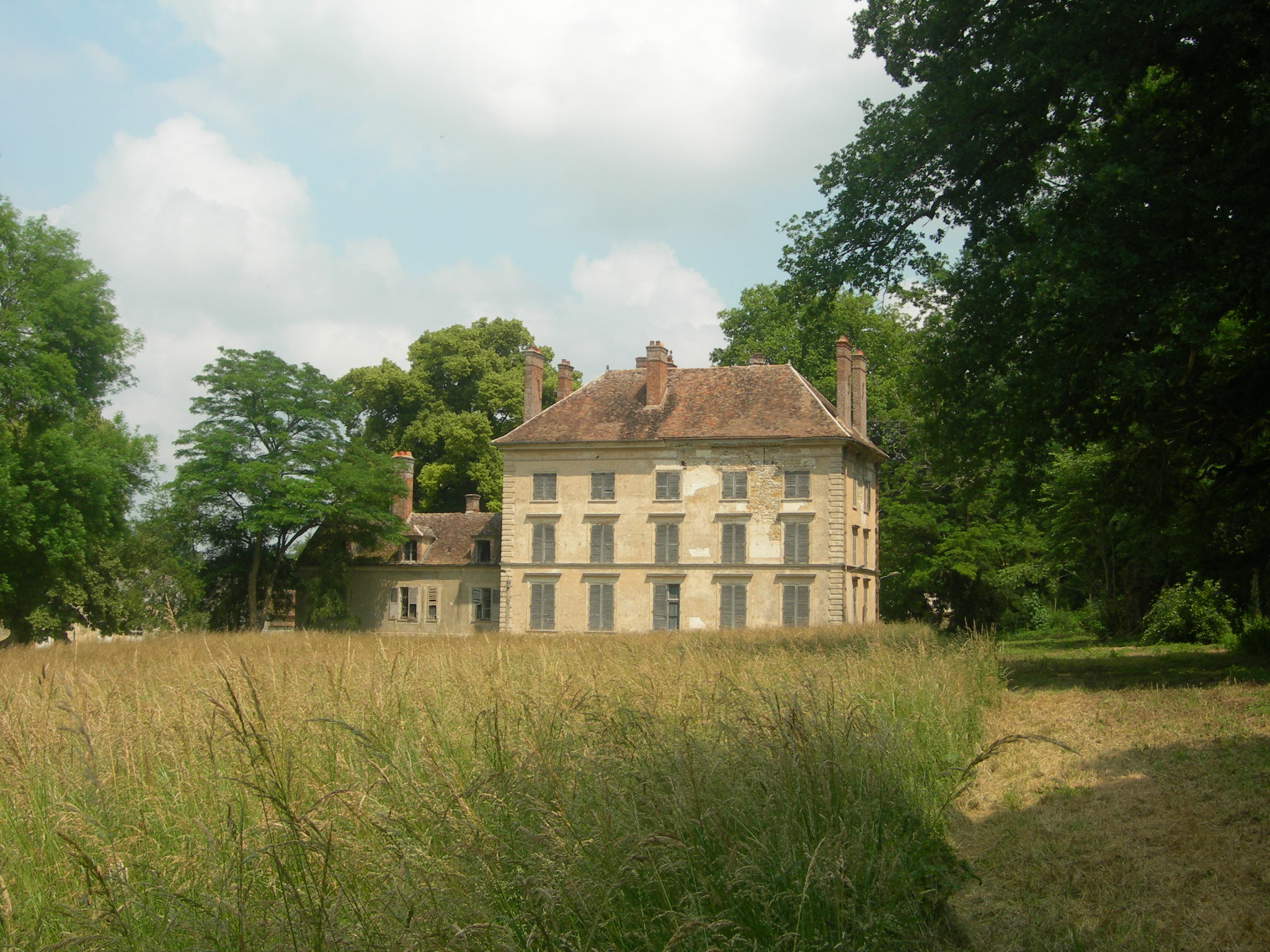
Domäne La Salle